# Hannah i njezine sestre
Hannah i njezine sestre (eng. Hannah and Her Sisters) je hvaljena američka drama/komedija iz 1986. koju je režirao Woody Allen. Radnja se odvija oko zgoda i nezgoda junakinje Hannah, njenih sestara te njenog bivšeg ljubavnika (Woody Allen) u New Yorku. Kroz jednostavnu priču film filozofira o smislu života, ljubavi, Bogu, umjetnosti i prijateljstvu.

## Filmska ekipa
Režija: Woody Allen
Glume: Woody Allen (Mickey Sachs), Mia Farrow (Hannah), Barbara Hershey (Lee), Michael Caine (Elliot), Dianne Wiest (Holly), Max von Sydow (Frederick), Maureen O’Sullivan (Norma), Carrie Fisher (April)  i drugi. 

## Radnja
New York. Uspješna i snažna Hannah je udata za intelektualca Elliota te ima dvije sestre, buntovnu Holly i introvertiranu Lee. Lee je u ljubavnoj vezi s ostarjelim, siromašnim i izoliranim slikarom Frederickom te je često njegova jedina veza s vanjskim svijetom. Elliot se pak zaljubio u Lee te često pronalazi izgovore kako bi razgovarao s njom, primjerice da joj kupi knjigu ili preporuči dobar film. Konačno joj prizna da je zaljubljen i ona, nakon mnogo kolebanja, pristane na aferu. Zajedno provedu strastveni sat u nekom hotelu, no nakon toga Elliota počne gristi savijest. On počne razmišljati da sve prizna Hanni, ali se ipak preodmisli. Lee pak ostavi Fredericka te počne održavati regularnu aferu s Elliotom. No ovaj ju ostavi te se vrati Hanni.
Istovremeno, Mickey Sachs je bivši Hannin ljubavnik – kojeg je ova ostavila nedugo nakon što se otkrilo da je neplodan - i neurotični urednik neke humoristične TV emisije koji iznenada počne slabije čuti na jednom uhu. Otiđe doktoru no otaj ne može utvrditi zbog čega. Ubrzo Mickeyja počne loviti panika te umisli da bi mogao imati rak. U mislima se već počne opraštati sa životom, no onda mu doktor objavi sretnu vijest – ipak je potpuno zdrav. 
Sav sretan zbog druge prilike, Mickey veselo otrči na cestu, no onda ga ulovi nova spoznaja; što je uopće smisao života? Zbog egzistencijalne krize da otkaz te počne razmišljati o smislu života. U potrazi za identiteom se preobrati na katoličanstvo, te počne razmišljati i o preobračanju na Hare Krišnu, ali mu ni to ne da satisfakciju. Onda pročita Hollyjinu knjigu te ostane oduševljen. Oni započnu ljubavnu vezu. Mickey pogleda komediju Pačja juha braće Marx te shvati da je nemoguće otkriti postoji li Bog ili ne, te odluči jednostavno uživati u svojem životu. Na kraju mu Holly iznenađujuče objavi da je zatrudnjela s njim.

## Nagrade
- Osvojen Zlatni globus ( najbolji film – komedija ili mjuzikl ) i 4 nominacije ( najbolja režija, scenarij, sporedni glumac Michael Caine, sporedna glumica Dianne Wiest).
- 3 osvojena Oscara ( najbolji scenarij, sporedna glumica Dianne Wiest, sporedni glumac Michael Caine ) i 4 nominacije ( najbolji film, režija, scenografija, montaža ).
- 2 osvojene BAFTA-e ( režija, scenarij ) i 6 nominacija (najbolji film, glavni glumac Woody Allen, sporedni glumac Michael Caine, glavna glumica Mia Farrow, sporedna glumica Barbara Hershey, montaža).
- Osvojena New York Film Critics Circle Award ( najbolji film, režija, sporedna glumica Dianne Wiest ).

## Zanimljivosti
- Mnoge scene u filmu su snimljene u stanu Mije Farrow. Allen je rekao da je ona imala čudno iskustvo kada je jednom pogledala film na televiziji te gledala stan na ekranu dok je istodobno sjedila u njemu.
- Woody Allen je isprva planirao mnogo depresivniji kraj, ali su ga producenti nagovorili da ipak snimi mnogo sretniju završnicu.
- Nakon što su glumci Max von Sydow i Barbara Hershey završili snimati dugu scenu u kojoj njihovi likovi prekidaju vezu, filmska ekipa im je zapljeskala.
- Jack Nicholson je bio u pregovorima da glumi Elliota, ali je zahtijevao puni honorar pa su se producenti ipak odlučili da unajme Michaela Cainea.
- Glumac Lloyd Nolan je preminuo nakon snimanja filma i nije doživio premijeru.
- Sa zaradom od 40 milijuna $ u kinima SAD-a, ovo je Allenov najkomercijalniji film.
- Allen je navodno inspiraciju za film dobio kada je ponovno pročitao Tolstojevu knjigu “Ana Karenjina”.
- Soon-Yi Previn, Allenova buduća supruga i usvojena kćerka Mije Farrow, nastupa u filmu u scenama dana zahvalnosti.
- Michael Caine nije prisustvovao dodjeli Oscara 1987. jer je već bio prije nominiran tri puta i izgubio, pa je mislio da neće pobijediti. No, na njegovo iznenađenje, ipak je osvojio nagradu za sporednu ulogu za ovaj film.

## Kritike
Gotovo svi kritičari su hvalili film "Hannah i njezine sestre", dok je samo mali broj bio nezadovoljan, među njima i Bill Chambers koji je prigovarao: "Romantični sentimenti isisavaju svu čar - i krv - od ovog filma". S druge strane, zadovoljni Roger Ebert mu je dao 4/4 zvijezde: "Woody Allenov "Hannah i njezine sestre", najbolji film koji je on ikada snimio, je organiziran kao epizodičan roman, pun malih vinjeta koji doprinose velikoj slici. Svako poglavlje počinje s naslovom ili citatom na ekranu, čime film djeluje kao stalno napredovanje kroz život likova. Strukturu stalno iznova raznosi energija i strast ovih likova...Kada se ti likovi sastanu za ručkom a kamera kruži oko njih, osjećamo da na neki način film zna više o njima nego što će oni ikada znati sami...Film nije komedija, iako sadrži puno smijeha, a nije ni tragedija, iako bi to mogao biti ako razmislimo dovoljno dugo o njemu. Priča sugerira da su moderni životi u velegradovima tako zauzeti, tako zbunjeni, tako prepuni ambicije i kompilacije, da nemaju vremena stati i apsorbirati značenje stvari".
Bob Bloom je također hvalio film; "Jedan od najboljih Allenovih filmova; izvrsni nastupi glumaca, oštri dijalozi i snažan scenarij". Jeffrey M. Anderson je zaključio; "Film je remek-djelo", a Nick Davis; "Hannah" je remek-djelo, trijumf estetske ravnoteže poput ničega što je scenarist-redatelj ostvario ikada do tada ili kasnije, vrhunac američkog filmotvorstva".

## Vanjske poveznice
- Hannah i njezine sestre u internetskoj bazi filmova IMDb-a
- Rottentomatoes.com
- Online scenarij  Arhivirana inačica izvorne stranice od 27. siječnja 2007. (Wayback Machine)
- Esej o filmu